# Diecezja Sainte-Anne-de-la-Pocatière
Diecezja Sainte-Anne-de-la-Pocatière – diecezja Kościoła rzymskokatolickiego w metropolii Quebecu w Kanadzie. Swym zasięgiem obejmuje południowo-wschodnią część świeckiej prowincji Quebec.

## Historia
Diecezja została kanonicznie erygowana 22 czerwca 1951 roku przez papieża Piusa XII. Wyodrębniono ją z archidiecezji Quebecu. Obecnym ordynariuszem jest Pierre Goudreault.

## Ordynariusze
- Bruno Desrochers (1951–1968)
- Charles Henri Lévesque (1968–1984)
- André Gaumond (1985–1995)
- Clément Fecteau (1996–2008)
- Yvon-Joseph Moreau OCSO (2008–2017)
- Pierre Goudreault (od 2017)